# Niebiescy

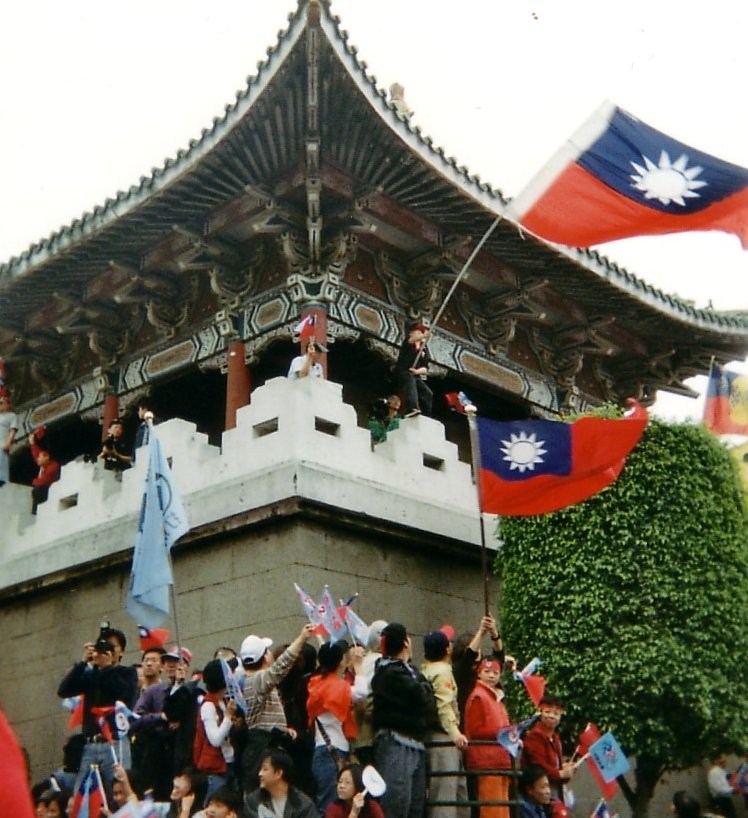
Zwolennicy bloku podczas wyborów prezydenckich w 2004 roku

Stronnictwo polityczne „Niebieskich” (chiń. upr. 泛蓝联盟; chiń. trad. 泛藍聯盟; pinyin Fànlán Liánméng lub chiń. upr. 泛蓝军; chiń. trad. 泛藍軍; pinyin Fànlán Jūn) – grupa konserwatywnych i nacjonalistycznych politycznych partii tajwańskich wywodzących się z ruchu czangowskiego. Niebiescy opowiadają się za wymianą gospodarczą i kulturalną z Chińską Republiką Ludową i zjednoczeniem w przyszłości obydwu państw chińskich.
Koalicja została zawiązana po wyborach prezydenckich w 2000 roku, kiedy to w wyniku podziału głosów między reprezentującym Kuomintang Lien Chanem, a wywodzącym się z tej partii Jamesem Soongiem, wybrany został kandydat Demokratycznej Partii Postępowej, Chen Shui-bian. James Soong założył Partię Najpierw Naród (PFP, Qinmindang), a następnie, by uniknąć podziału głosów w następnych wyborach, zgodził się na koalicję z Kuomintangiem.
W wyborach prezydenckich 2004 kandydaci „Niebieskich” (Lien i Soong) przegrali o 0,19% z kandydatami DPP (Chen i Annette Lu).
Niebieski to kolor Kuomintangu (głównej partii obozu) i dlatego jest symbolem stronnictwa. Tradycyjnym bastionem Niebieskich jest północ i wschód kraju.
Partie tworzące Stronnictwo Niebieskich:
- Kuomintang (KMT)
- Partia Najpierw Naród (PFP)
- Nowa Partia (NP)